# Pôle d'équilibre territorial et rural du Pays du Perche ornais
Ne doit pas être confondu avec Pays du Perche ornais.
Le pôle d'équilibre territorial et rural du Pays du Perche ornais (PETR du Pays du Perche ornais) est un pôle d'équilibre territorial et rural français situé dans le département de l'Orne et la région Normandie .

## Historique
Créé le 16 juin 2015, le PETR du Pays du Perche ornais s'inscrit dans la démarche menée par l'ancien pays du Perche ornais.

## Territoire

### Géographie
Le PETR du Pays du Perche ornais se situe sur la partie sud-est du département de l'Orne et la partie nord-ouest de Perche.
|                | PETR Pays d’Argentan d’Auge et d’Ouche |                |
| Pays d'Alençon | PETR du pays du Perche ornais          | PETR du Perche |
|                | Pays du Perche Sarthois                |                |

Il couvre le territoire des communautés de communes qui le composent.

### Composition
Le PETR se compose de quatre communautés de communes qui représentent 71 communes :
| Intercommunalité                  | Nombre de communes | Population (dernière pop. légale) | Superficie (km2) | Densité (hab./km2) |
| --------------------------------- | ------------------ | --------------------------------- | ---------------- | ------------------ |
| CC Cœur du Perche                 | 12                 | 11 113                            | 388,40           | 29                 |
| CC des Collines du Perche normand | 16                 | 11 954                            | 362,40           | 33                 |
| CC des Hauts du Perche            | 10                 | 7 954                             | 387,70           | 21                 |
| CC du Pays de Mortagne au Perche  | 33                 | 13 515                            | 402,40           | 34                 |

| Nom                           | Code Insee | Intercommunalité                  | Superficie (km2) | Population (dernière pop. légale) | Densité (hab./km2) |
| ----------------------------- | ---------- | --------------------------------- | ---------------- | --------------------------------- | ------------------ |
| Mortagne-au-Perche (siège)    | 61293      | CC du Pays de Mortagne au Perche  | 8,6              | 3 857 (2022)                      | 448                |
| Bazoches-sur-Hoëne            | 61029      | CC du Pays de Mortagne au Perche  | 21,44            | 833 (2022)                        | 39                 |
| Bellavilliers                 | 61037      | CC du Pays de Mortagne au Perche  | 15,73            | 135 (2022)                        | 8,6                |
| Boëcé                         | 61048      | CC du Pays de Mortagne au Perche  | 2,41             | 125 (2022)                        | 52                 |
| Champeaux-sur-Sarthe          | 61087      | CC du Pays de Mortagne au Perche  | 9,49             | 160 (2022)                        | 17                 |
| La Chapelle-Montligeon        | 61097      | CC du Pays de Mortagne au Perche  | 8,33             | 510 (2022)                        | 61                 |
| Comblot                       | 61113      | CC du Pays de Mortagne au Perche  | 4,31             | 61 (2022)                         | 14                 |
| Corbon                        | 61118      | CC du Pays de Mortagne au Perche  | 8,38             | 112 (2022)                        | 13                 |
| Coulimer                      | 61121      | CC du Pays de Mortagne au Perche  | 17,19            | 292 (2022)                        | 17                 |
| Courgeon                      | 61129      | CC du Pays de Mortagne au Perche  | 10,41            | 351 (2022)                        | 34                 |
| Courgeoût                     | 61130      | CC du Pays de Mortagne au Perche  | 17,82            | 460 (2022)                        | 26                 |
| Feings                        | 61160      | CC du Pays de Mortagne au Perche  | 20,24            | 191 (2022)                        | 9,4                |
| Loisail                       | 61229      | CC du Pays de Mortagne au Perche  | 5,16             | 134 (2022)                        | 26                 |
| Mauves-sur-Huisne             | 61255      | CC du Pays de Mortagne au Perche  | 14,26            | 524 (2022)                        | 37                 |
| La Mesnière                   | 61277      | CC du Pays de Mortagne au Perche  | 12,26            | 277 (2022)                        | 23                 |
| Montgaudry                    | 61286      | CC du Pays de Mortagne au Perche  | 11,05            | 99 (2022)                         | 9                  |
| Parfondeval                   | 61322      | CC du Pays de Mortagne au Perche  | 3,1              | 104 (2022)                        | 34                 |
| Pervenchères                  | 61327      | CC du Pays de Mortagne au Perche  | 28,35            | 342 (2022)                        | 12                 |
| Le Pin-la-Garenne             | 61329      | CC du Pays de Mortagne au Perche  | 15,88            | 619 (2022)                        | 39                 |
| Réveillon                     | 61348      | CC du Pays de Mortagne au Perche  | 11,66            | 356 (2022)                        | 31                 |
| Saint-Aquilin-de-Corbion      | 61363      | CC du Pays de Mortagne au Perche  | 6,1              | 54 (2022)                         | 8,9                |
| Saint-Aubin-de-Courteraie     | 61367      | CC du Pays de Mortagne au Perche  | 10,05            | 130 (2022)                        | 13                 |
| Saint-Denis-sur-Huisne        | 61381      | CC du Pays de Mortagne au Perche  | 4,59             | 60 (2022)                         | 13                 |
| Sainte-Céronne-lès-Mortagne   | 61373      | CC du Pays de Mortagne au Perche  | 12,55            | 249 (2022)                        | 20                 |
| Saint-Germain-de-Martigny     | 61396      | CC du Pays de Mortagne au Perche  | 3,89             | 83 (2022)                         | 21                 |
| Saint-Hilaire-le-Châtel       | 61404      | CC du Pays de Mortagne au Perche  | 22,34            | 668 (2022)                        | 30                 |
| Saint-Jouin-de-Blavou         | 61411      | CC du Pays de Mortagne au Perche  | 17,71            | 307 (2022)                        | 17                 |
| Saint-Langis-lès-Mortagne     | 61414      | CC du Pays de Mortagne au Perche  | 12,61            | 871 (2022)                        | 69                 |
| Saint-Mard-de-Réno            | 61418      | CC du Pays de Mortagne au Perche  | 19,13            | 397 (2022)                        | 21                 |
| Saint-Martin-des-Pézerits     | 61425      | CC du Pays de Mortagne au Perche  | 4,66             | 121 (2022)                        | 26                 |
| Saint-Ouen-de-Sécherouvre     | 61438      | CC du Pays de Mortagne au Perche  | 10,15            | 159 (2022)                        | 16                 |
| Soligny-la-Trappe             | 61475      | CC du Pays de Mortagne au Perche  | 19,5             | 633 (2022)                        | 32                 |
| Villiers-sous-Mortagne        | 61507      | CC du Pays de Mortagne au Perche  | 13,04            | 241 (2022)                        | 18                 |
| Val-au-Perche                 | 61484      | CC des Collines du Perche Normand | 63,26            | 3 324 (2022)                      | 53                 |
| Appenai-sous-Bellême          | 61005      | CC des Collines du Perche Normand | 10,74            | 277 (2022)                        | 26                 |
| Belforêt-en-Perche            | 61196      | CC des Collines du Perche Normand | 74,53            | 1 486 (2022)                      | 20                 |
| Bellême                       | 61038      | CC des Collines du Perche Normand | 1,71             | 1 457 (2022)                      | 852                |
| Bellou-le-Trichard            | 61041      | CC des Collines du Perche Normand | 9,67             | 196 (2022)                        | 20                 |
| Ceton                         | 61079      | CC des Collines du Perche Normand | 59,39            | 1 765 (2022)                      | 30                 |
| La Chapelle-Souëf             | 61099      | CC des Collines du Perche Normand | 11,13            | 245 (2022)                        | 22                 |
| Chemilli                      | 61105      | CC des Collines du Perche Normand | 10,92            | 173 (2022)                        | 16                 |
| Dame-Marie                    | 61142      | CC des Collines du Perche Normand | 13,27            | 156 (2022)                        | 12                 |
| Igé                           | 61207      | CC des Collines du Perche Normand | 27,86            | 589 (2022)                        | 21                 |
| Pouvrai                       | 61336      | CC des Collines du Perche Normand | 6,8              | 103 (2022)                        | 15                 |
| Saint-Fulgent-des-Ormes       | 61388      | CC des Collines du Perche Normand | 8,32             | 174 (2022)                        | 21                 |
| Saint-Germain-de-la-Coudre    | 61394      | CC des Collines du Perche Normand | 26,21            | 828 (2022)                        | 32                 |
| Saint-Hilaire-sur-Erre        | 61405      | CC des Collines du Perche Normand | 15,12            | 486 (2022)                        | 32                 |
| Saint-Martin-du-Vieux-Bellême | 61426      | CC des Collines du Perche Normand | 15,84            | 540 (2022)                        | 34                 |
| Vaunoise                      | 61498      | CC des Collines du Perche Normand | 7,65             | 95 (2022)                         | 12                 |
| Rémalard en Perche            | 61345      | CC Cœur du Perche                 | 50,68            | 1 892 (2022)                      | 37                 |
| Berd'huis                     | 61043      | CC Cœur du Perche                 | 11,45            | 1 094 (2022)                      | 96                 |
| Bretoncelles                  | 61061      | CC Cœur du Perche                 | 40,21            | 1 462 (2022)                      | 36                 |
| Cour-Maugis sur Huisne        | 61050      | CC Cœur du Perche                 | 47,28            | 580 (2022)                        | 12                 |
| La Madeleine-Bouvet           | 61241      | CC Cœur du Perche                 | 12,92            | 416 (2022)                        | 32                 |
| Moutiers-au-Perche            | 61300      | CC Cœur du Perche                 | 33,61            | 370 (2022)                        | 11                 |
| Perche en Nocé                | 61309      | CC Cœur du Perche                 | 86,63            | 1 974 (2022)                      | 23                 |
| Sablons sur Huisne            | 61116      | CC Cœur du Perche                 | 52,36            | 1 983 (2022)                      | 38                 |
| Saint-Cyr-la-Rosière          | 61379      | CC Cœur du Perche                 | 18,75            | 234 (2022)                        | 12                 |
| Saint-Germain-des-Grois       | 61395      | CC Cœur du Perche                 | 10,38            | 204 (2022)                        | 20                 |
| Saint-Pierre-la-Bruyère       | 61448      | CC Cœur du Perche                 | 6,33             | 428 (2022)                        | 68                 |
| Verrières                     | 61501      | CC Cœur du Perche                 | 17,75            | 420 (2022)                        | 24                 |
| Longny les Villages           | 61230      | CC des Hauts du Perche            | 151,76           | 2 826 (2022)                      | 19                 |
| Beaulieu                      | 61034      | CC des Hauts du Perche            | 18,06            | 203 (2022)                        | 11                 |
| Bizou                         | 61046      | CC des Hauts du Perche            | 9,04             | 141 (2022)                        | 16                 |
| Charencey                     | 61429      | CC des Hauts du Perche            | 45,56            | 755 (2022)                        | 17                 |
| L'Hôme-Chamondot              | 61206      | CC des Hauts du Perche            | 15,92            | 260 (2022)                        | 16                 |
| Le Mage                       | 61242      | CC des Hauts du Perche            | 25,34            | 217 (2022)                        | 8,6                |
| Les Menus                     | 61274      | CC des Hauts du Perche            | 11,81            | 241 (2022)                        | 20                 |
| Le Pas-Saint-l'Homer          | 61323      | CC des Hauts du Perche            | 9,43             | 128 (2022)                        | 14                 |
| Tourouvre au Perche           | 61491      | CC des Hauts du Perche            | 93,76            | 2 989 (2022)                      | 32                 |
| La Ventrouze                  | 61500      | CC des Hauts du Perche            | 7,06             | 122 (2022)                        | 17                 |

## Administration

### Siège
Le siège du PETR est situé à Mortagne-au-Perche.

### Présidence
Le comité syndical du 21 septembre 2020 a réélu son président, Jean-Claude Lenoir, président de la communauté de communes du Pays de Mortagne au Perche, et désigné ses 4 vice-présidents qui sont :
- Sébastien Thirouart (Vice-président de la communauté de communes des Collines du Perche normand)
- Philippe Auvray (Conseiller communautaire de la communauté de communes du Pays de Mortagne au Perche)
- Brigitte Luypaert (Vice-présidente de la communauté de communes Cœur du Perche)
- Christian Duguet (Vice-président de la communauté de communes des Hauts du Perche)

| Identité | Identité           | Étiquette | Début | Fin      | Fonctions                                                            |
| -------- | ------------------ | --------- | ----- | -------- | -------------------------------------------------------------------- |
|          | Jean-Claude Lenoir | LR        | 2015  | en cours | Président de la communauté de communes du Pays de Mortagne au Perche |

### Compétences
Le PETR du Pays du Perche ornais est compétent en matière de :
- Élaboration, approbation, mise en œuvre, suivi, évaluation et révision du schéma de cohérence territoriale ;
- Promotion du tourisme dont la création d'offices de tourisme.